# Los Angelesfloden

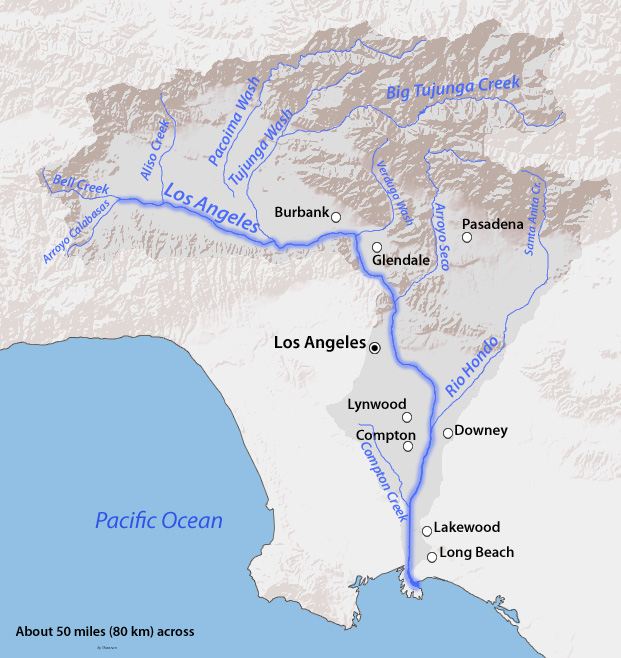
Karta över Los Angelesfloden.

Los Angelesfloden är ett ca 82 kilometer långt vattendrag som går genom Los Angeles County i Kalifornien, USA, från Canoga Park i San Fernandodalen i nordväst till utloppet vid Long Beach i syd.
Större delen av sträckan är vattendragets stränder inklädda i ett betonghölje. Los Angelesfloden passerar strax öster om Los Angeles centrum (Downtown).

## Historia
År 1769 gav den spanske adelsmannen Gaspar de Portolà floden namnet El Rio de Nuestra Señora La Reina de Los Angeles de Porciúncula (Vår Fru Drottningen över änglarna från Porciunculas flod), i kortform Porciúncula-floden. Namnet Porciúncula syftar på den kända franciskanerkyrkan Porziuncola nära Assisi, Italien.
Staden Los Angeles fullständiga namn El Pueblo de Nuestra Señora la Reina de los Angeles del Río de Porciúncula härstammar från den kristna missionsstation som grundades vid Porciunculafloden den 4 september 1781.
Efter att flera stora översvämningar med förödande konsekvenser ägt rum på 1930-talet så påbörjade United States Army Corps of Engineers (USACE) 1938 att klä in större delen av floden i ett hölje av betong. Ena hälften av Los Angelesfloden sköts av USACE och andra hälften av Los Angeles County.
Sedan slutet på 1990-talet har det stegvis arbetats med att återskapa naturmiljöer, om än ovanpå betonghöljet, på vissa delsträckor av floden.

## Galleri

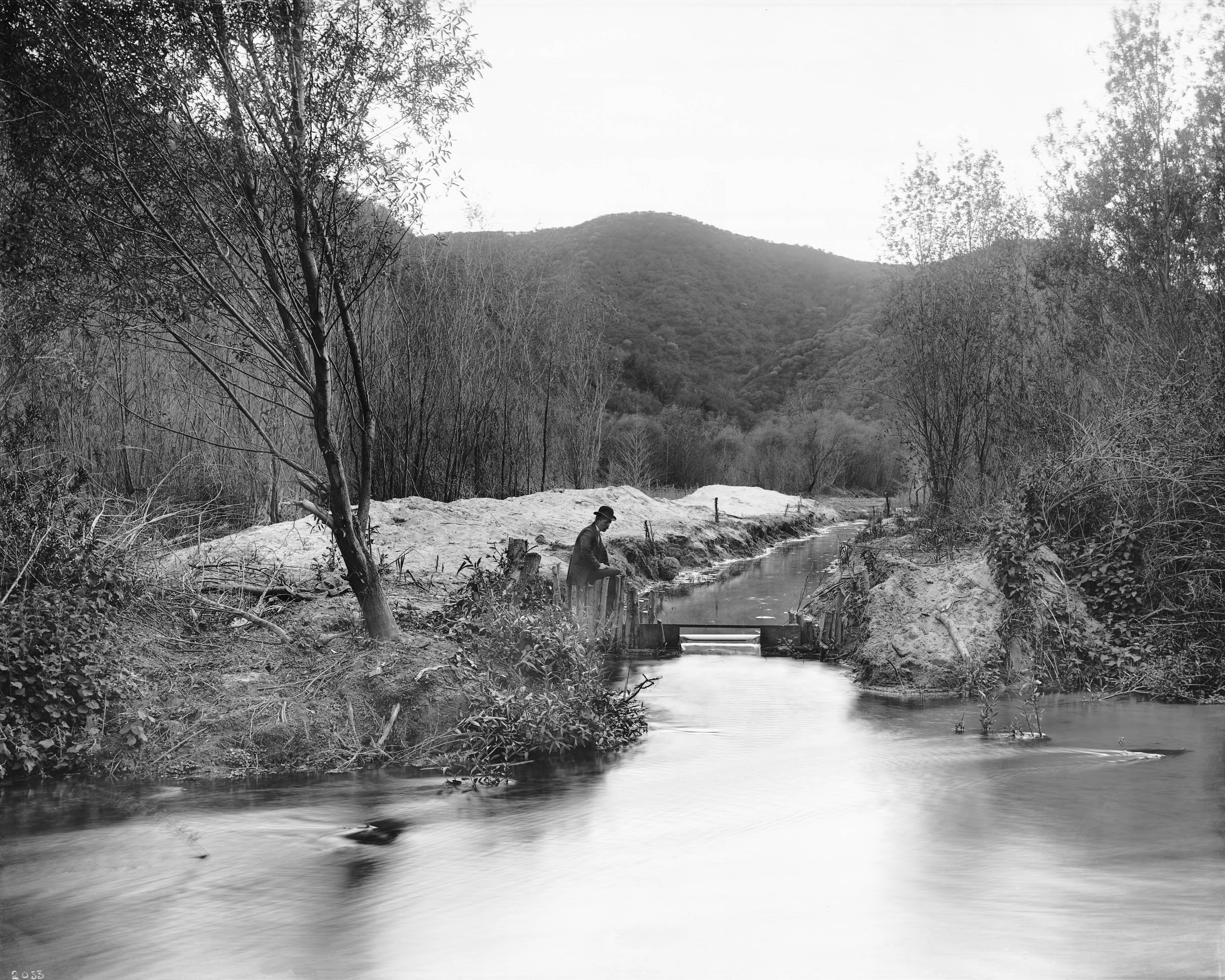
Los Angelesfloden vid Griffith Park mellan 1898 och 1910.
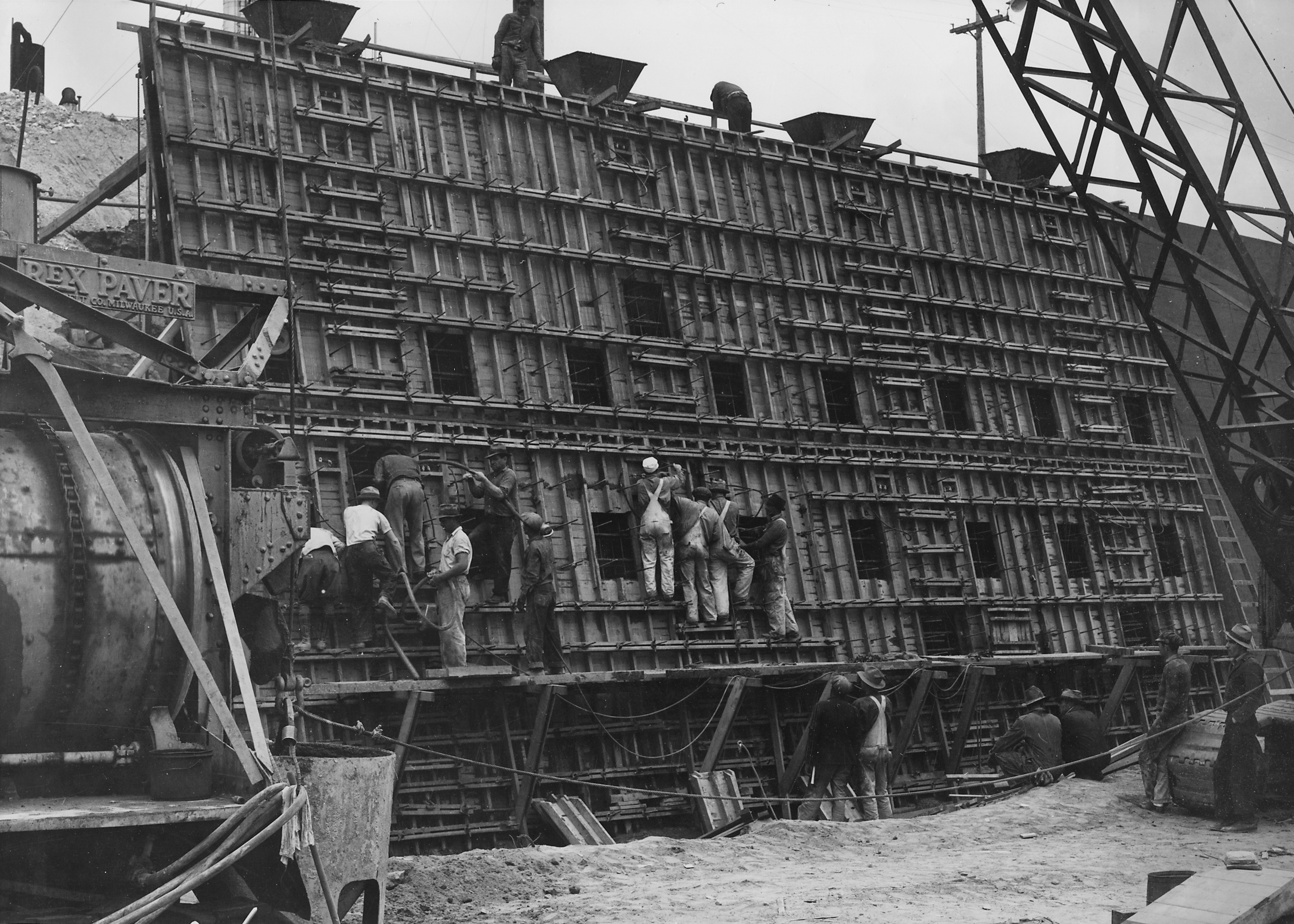
Bygget av betonghöljet vid 26th Street i Downtown 1938.
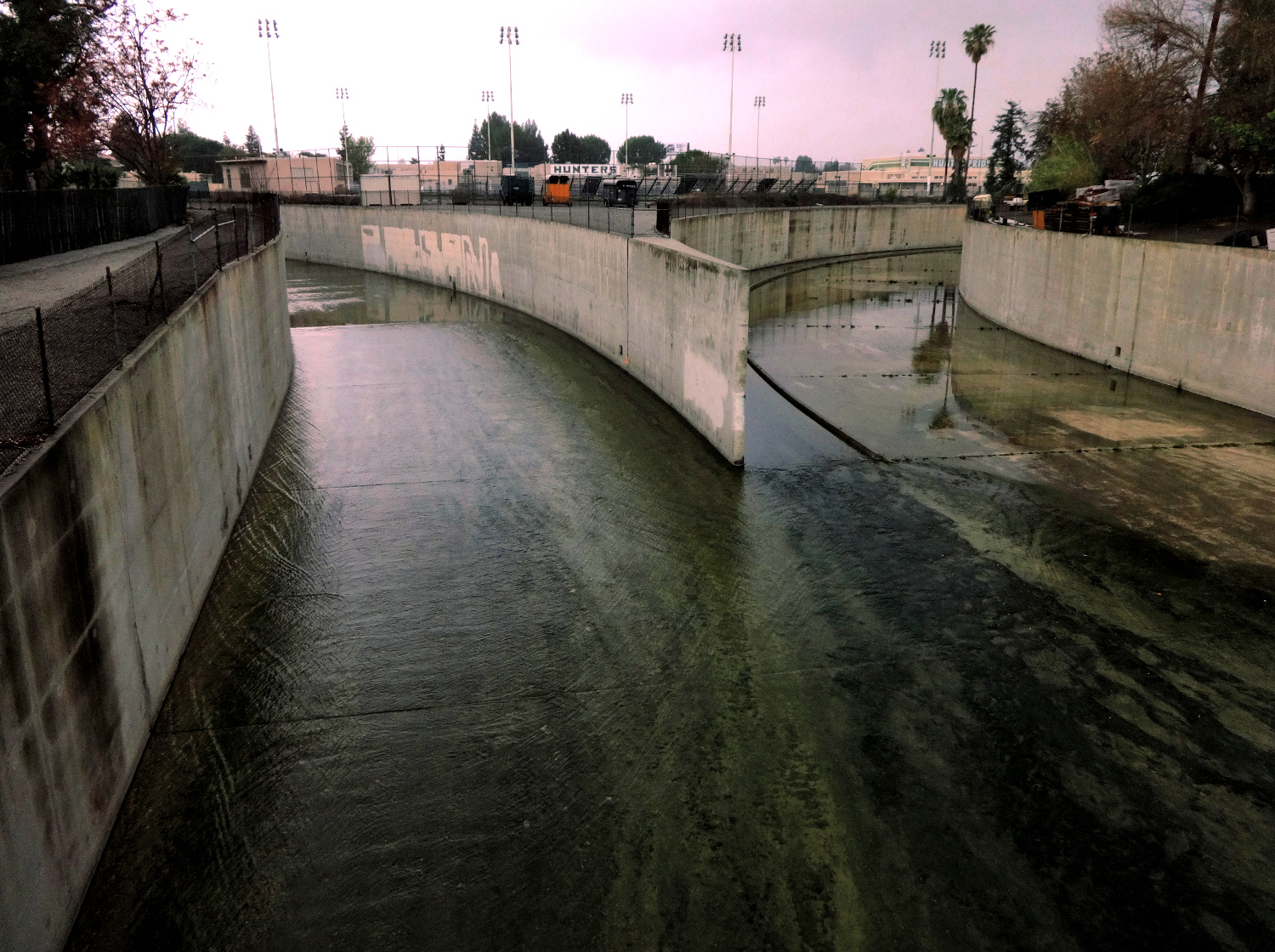
Platsen i San Fernandodalen vid Canoga Park där bifloderna Bell Creek och Arroyo Calabasas flyter samman och Los Angelesfloden börjar.
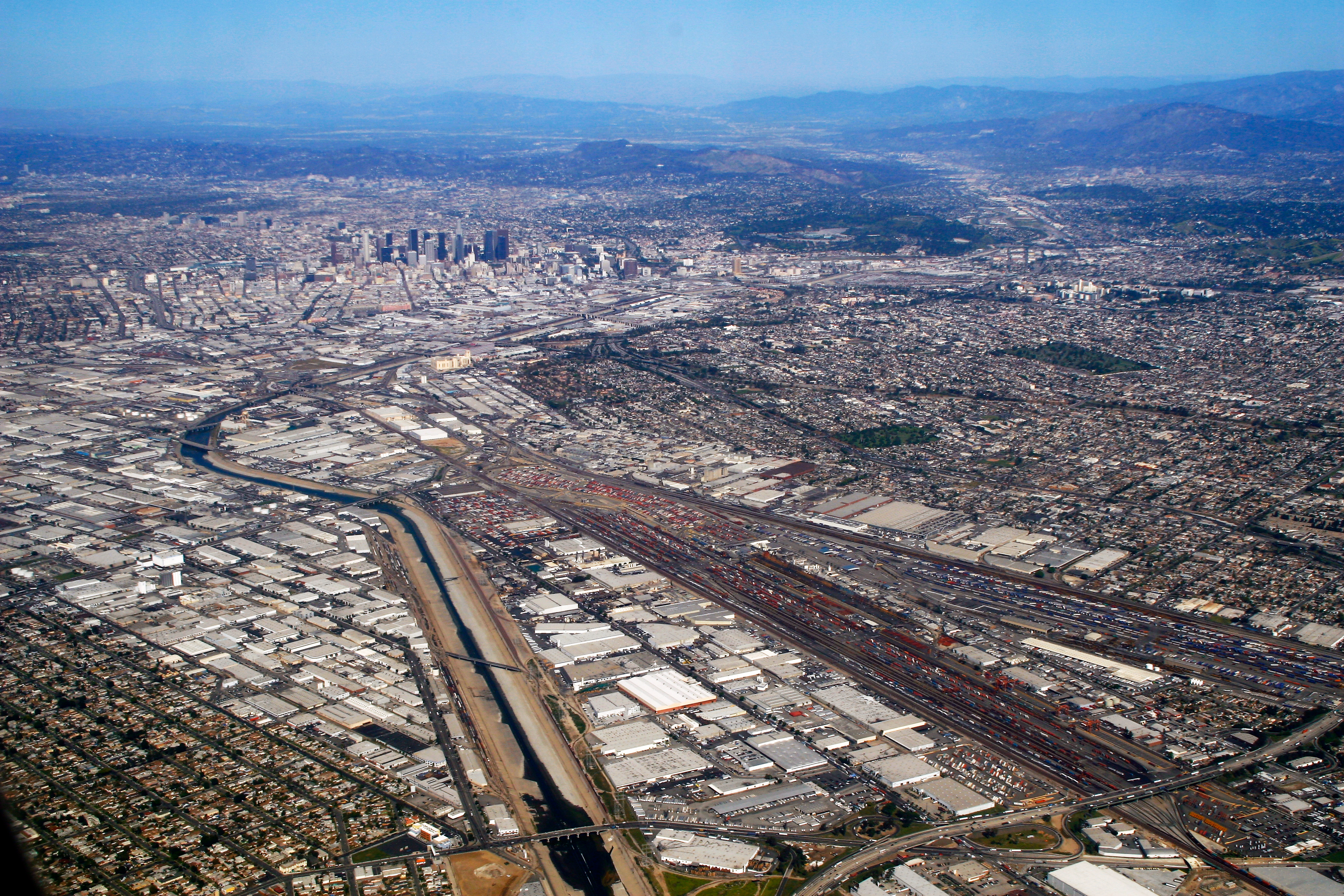
Floden på Los Angeles-slätten.
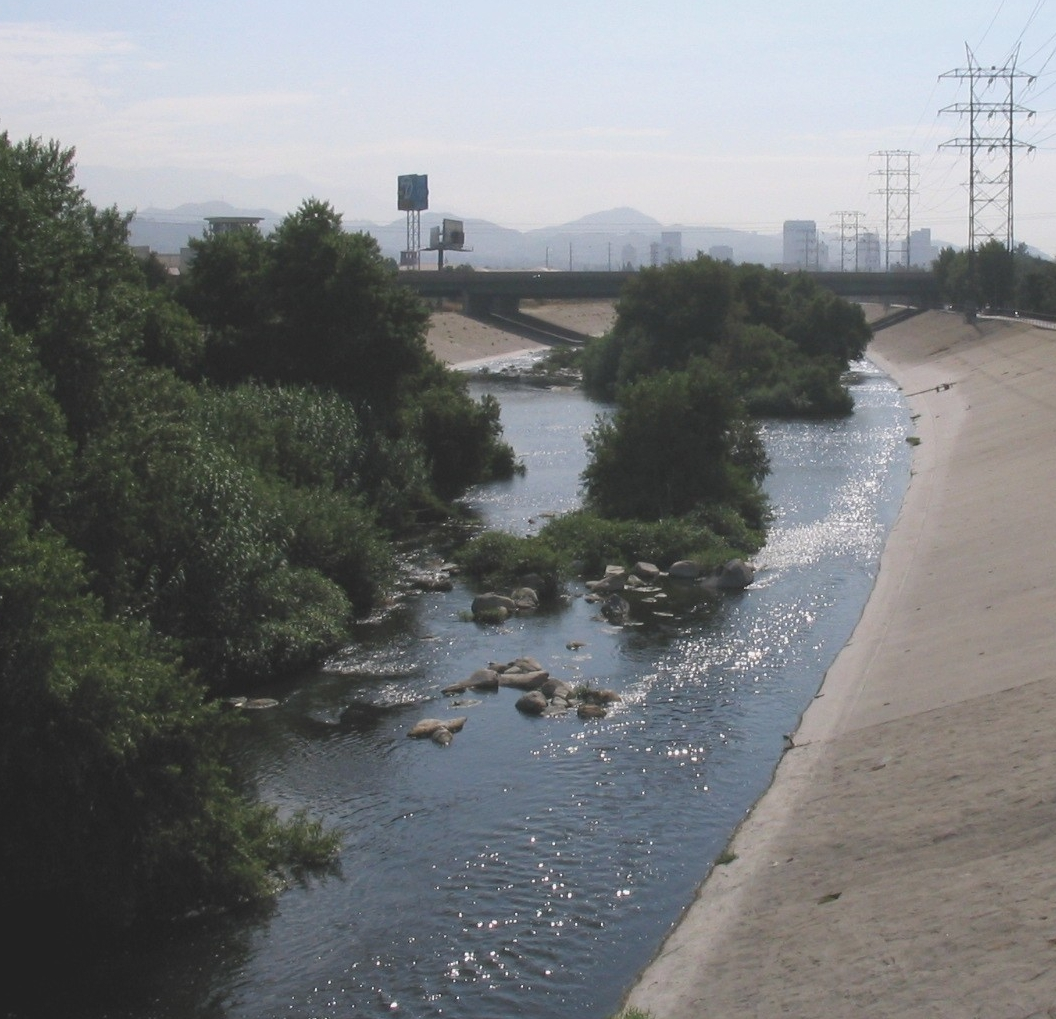
Delvis återskapad naturmiljö i Glendale.